# Catedral de Santa Teresa de Lisieux
La Catedral de Santa Teresa de Lisieux (en inglés: Cathedral of Saint Theresa of Lisieux) también llamada la Catedral de Santa Teresa de la Pequeña Flor, y conocida normalmente como la Catedral de Santa Teresa, es una catedral católica en la ciudad de Hamilton, la capital de las Bermudas. Es una de las dos catedrales de Hamilton, siendo la otra la iglesia del estado, la iglesia anglicana de las Bermudas (antes de 1978, un obispado de la Iglesia de Inglaterra), llamada la «Catedral de la Santísima Trinidad».
El catolicismo, junto con cualquier otra denominación que no se consideran parte de la Iglesia de Inglaterra y todas las religiones no cristianas, fue prohibido en las Bermudas, al igual que en el resto del territorio británico, desde el momento de la colonización (1609-1612). La Emancipación de los católicos en Gran Bretaña y las colonias empezó tras la incorporación del Reino de Irlanda al Reino de Gran Bretaña, para formar el Reino Unido de Gran Bretaña e Irlanda en 1801. Un ley de 1829 permitió a los católicos británicos e irlandeses sentarse en Parlamento.
El número de católicos comenzó a aumentar a partir de la década de 1840 en adelante debido a la promoción de la inmigración de trabajadores de las islas portuguesas, como las Azores. Hoy, los inmigrantes portugueses en las Bermudas representan por lo menos el diez por ciento de la población, y la Iglesia católica es la segunda mayor denominación, con el quince por ciento del total.
Santa Teresa fue consagrada en 1932, tras haber sido construido en la avenida Cedar, en Hamilton, en la tierra obtenida en 1915 por el Padre Isaac Comeau. Posteriormente se convirtió en una catedral con la creación de la diócesis de Hamilton en las Bermudas en 1967.